# Fourmagnac
Fourmagnac é uma comuna francesa na região administrativa de Occitânia, no departamento de Lot. Estende-se por uma área de 3,78 km². Em 2010 a comuna tinha 169 habitantes (densidade: 44,7 hab./km²).